# Centaurium jolivetinum
Centaurium jolivetinum är en gentianaväxtart som beskrevs av Paul Victor Fournier. Centaurium jolivetinum ingår i släktet aruner, och familjen gentianaväxter. Inga underarter finns listade i Catalogue of Life.